# Мази-Торелло
Мази-Торелло (итал. Masi Torello) — коммуна в Италии, располагается в регионе Эмилия-Романья, подчиняется административному центру Феррара.
Население составляет 2328 человек, плотность населения составляет 106 чел./км². Занимает площадь 22 км². Почтовый индекс — 44020. Телефонный код — 0532.
Покровителем коммуны почитается святой Леонард Ноблакский, празднование 6 ноября.